# 張隆
張隆（1448年—？），字世昌，山西平陽府解州夏縣人，軍籍，明朝政治人物。

## 生平
山西鄉試第五名舉人。成化十七年（1481年）中式辛丑科會試第二百二十名，三甲第一百五十八名進士。

## 家族
曾祖張希孟；祖父張彬，贈主事；父張亨，母趙氏。